# Cheick Modibo Diarra
Cheick Modibo Diarra (Nioro du Sahel, 30 settembre 1952) è un astrofisico, imprenditore e politico maliano.

## Carriera
Diarra è nato nel 1952 a Nioro du Sahel, all'epoca parte dell'Africa Occidentale Francese: è il genero dell'ex presidente Moussa Traoré. Dopo essersi diplomato nel Mali, studia matematica, fisica e meccanica razionale a Parigi nell'Università Pierre e Marie Curie, ed in seguito si perfeziona in ingegneria aerospaziale alla Howard University di Washington, negli Stati Uniti.
Viene assunto dal Jet Propulsion Laboratory del California Institute of Technology, dove ricopre alcuni compiti di rilievo nei programmi della NASA, inclusi la sonda Magellano per Venere, la sonda Ulysses verso il Sole, la sonda Galileo verso Giove, il Mars Observer ed il Mars Pathfinder. In seguito è divenuto direttore del "Mars Exploration Program Education and Public Outreach" della NASA. Ha anche ottenuto la cittadinanza statunitense.
Nel 1999 ha ottenuto il permesso dalla NASA per dedicare parte del suo tempo all'educazione in Africa dando vita alla Fondazione Pathfinder. Nel suo anno sabbatico, il 2002, ha fondato un laboratorio a Bamako, in Mali, per lo sviluppo dell'energia solare. Nel 2000 e nel 2001 è stato goodwill ambassador per l'UNESCO. Nel 2002 e nel 2003 ha fatto parte del consiglio d'amministrazione dell'African Virtual University, con sede in Kenya.
Cheick Modibo Diarra è stato presidente di Microsoft Africa dal 2006 sino alla fine del 2011. Interessatosi alla politica maliana, nel marzo 2011 ha fondato il Raggruppamento per lo Sviluppo del Mali, in vista delle successive elezioni presidenziali.

### Primo Ministro
Cheick Modibo Diarra è stato nominato Primo ministro ad interim il 17 aprile 2012 per aiutare il processo democratico dopo il colpo di stato del mese precedente. Il suo governo, composto da 24 membri, è stato designato il 25 aprile dello stesso anno. Tre dei ruoli più importanti - i ministri della difesa, della sicurezza interna, e dell'amministrazione territoriale - sono stati indicati dagli ufficiali legati alla giunta militare che ha compiuto il colpo di stato. Il governo tuttavia è composto più da tecnici che da personaggi politici.
Viene arrestato l'11 dicembre 2012 del capitano Amadou Haya Sanogo, già autore del golpe di marzo 2012 che avevano rovesciato l'ex presidente Amadou Toumani Touré.